# Polícia florestal

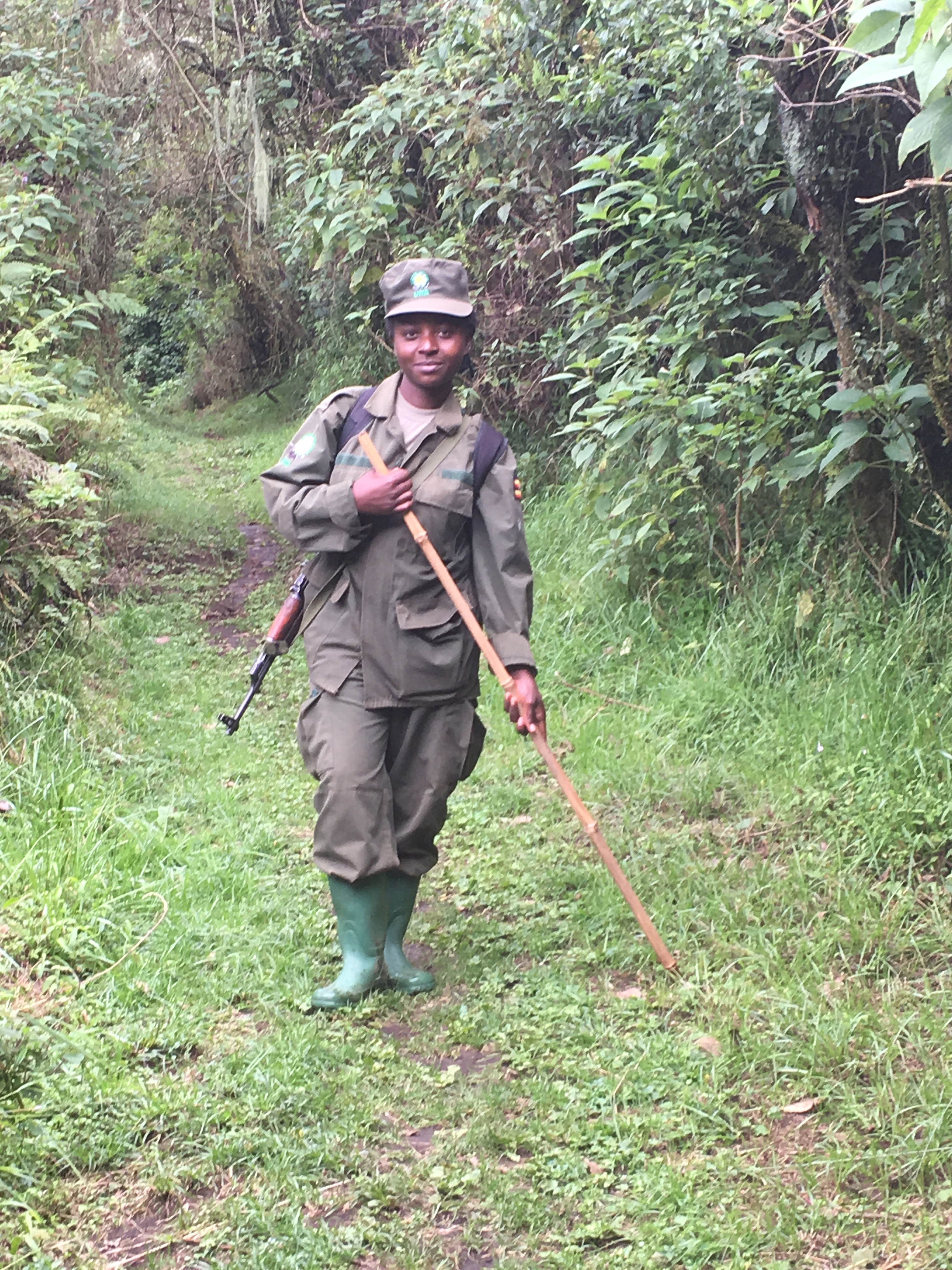
Guarda florestal na Uganda

A polícia florestal ou guarda-florestal consiste no serviço de vigilância e fiscalização das florestas e das atividades nelas realizadas, como a caça e, complementarmente, a pesca nos rios e outras águas interiores.

## Portugal
Em Portugal existem, ou existiram, vários órgãos e grupos profissionais com a denominação Polícia Florestal e Guarda Florestal.

### Corpo Nacional da Guarda Florestal
O Corpo Nacional da Guarda Florestal (CNGF, também referido como "Polícia Florestal") era o serviço operativo da Direcção-Geral dos Recursos Florestais (DGRF) para a execução da função de Autoridade Florestal Nacional atribuída àquela direcção-geral. O CNGF era comandado pelo director-geral dos Recursos Florestais, estando, os seus efectivos, distribuídos pelos serviços regionais da DGRF.
Em 2006, o CNGF foi extinto, sendo os seus efectivos integrados na carreira florestal das equipas de protecção florestal (EPF) do Serviço de Protecção da Natureza e do Ambiente (SEPNA) da Guarda Nacional Republicana, mantendo a DGRF a função de autoridade florestal.
Tal como o ex-CNGF, as actuais EPF/SEPNA/GNR são um órgão de polícia criminal responsável pelas acções de polícia florestal em Portugal Continental,especialmente fiscalizando as actividades cinegéticas, pesca e os ilícitos ambientais no espaço agro-florestal,complementando com todas as competências atribuídas no âmbito da consolidação institucional do Serviço de Protecção da Natureza e Ambiente da Guarda Nacional da Republicana.
As EPF também mantêm a antiga missão, do ex-CNGF, de investigação e determinação de causas dos incêndios florestais, em auxílio da Polícia Judiciária. Nesse âmbito deram e colaboraram na formação de vários corpos policiais, nomeadamente Polícia Judiciária, Corpo de Polícia Florestal das Regiões Autónomas da Madeira e dos Açores, Guarda Nacional Republicana (Após transferência de competências da ex-Polícia Florestal) e Guarda Civil Espanhola, mantendo a primazia dentro das Equipas NPA/SEPNA, nesse âmbito, fruto da formação e conhecimentos anteriormente adquiridos.
O Ex-Corpo Nacional da Guarda Florestal foi o primeiro corpo policial português a exigir o nível secundário complementar para admissão de agentes. Atualmente continuam a ser os únicos agentes policiais, no âmbito SEPNA, com formação técnica florestal.

### Corpos de Polícia Florestal das regiões autónomas
Os corpos de Polícia Florestal da Direcção Regional dos Recursos Florestais dos Açores e da Direcção Regional de Florestas da Madeira, desempenham, respectivamente, na Região Autónoma dos Açores e na Região Autónoma da Madeira, as funções que, no Continente, estavam atribuídas ao Corpo Nacional da Guarda Florestal.

### Guardas dos Recursos Florestais
Os Guardas dos Recursos Florestais (Ex-Guardas Florestais Auxiliares) são elementos de fiscalização de actividades cinegéticas nas propriedades privadas sujeitas ao regime cinegético ordenado, nomeadamente nas ZCT (zonas de caça turísticas) e ZCA (Zonas de Caça Associativas). Os guardas auxiliares regem-se por uma subordinação mista à sua entidade patronal e ao Presidente da Autoridade Florestal Nacional.
Aos olhos do público, estes guardas são muitas vezes,confundidos com os corpos policiais de Guarda Florestal (ex- Corpo Nacional da Guarda Florestal/Polícia Florestal-Continente, Corpo de Polícia Florestal dos Açores, Corpo Polícia Florestal da Madeira e Corpo Polícia Florestal de Monsanto).

### Polícia Florestal de Lisboa
A Polícia Florestal da Câmara Municipal de Lisboa - vulgarmente conhecida por Polícia Florestal de Monsanto - é um órgão municipal responsável pelo policiamento, vigilância e fiscalização do Parque Florestal de Monsanto e de todos os Espaços Verdes sujeitos ao Regime Florestal da Câmara Municipal de Lisboa. Embora funcionando autonomamente do ex-Corpo Nacional da Guarda Florestal (Polícia Florestal), esta vinculada à legislação florestal. A Polícia Florestal do Monsanto não foi integrada na Guarda Nacional Republicana, encontrando-se integrada na divisão da Polícia Municipal de Lisboa, mas unicamente com competências de polícia florestal.